# Little Bighorn Battlefield National Monument

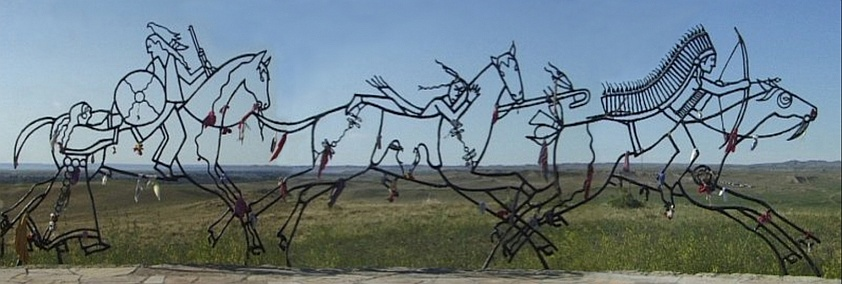
Minnesmärket över dödade siouxer och cheyenner.

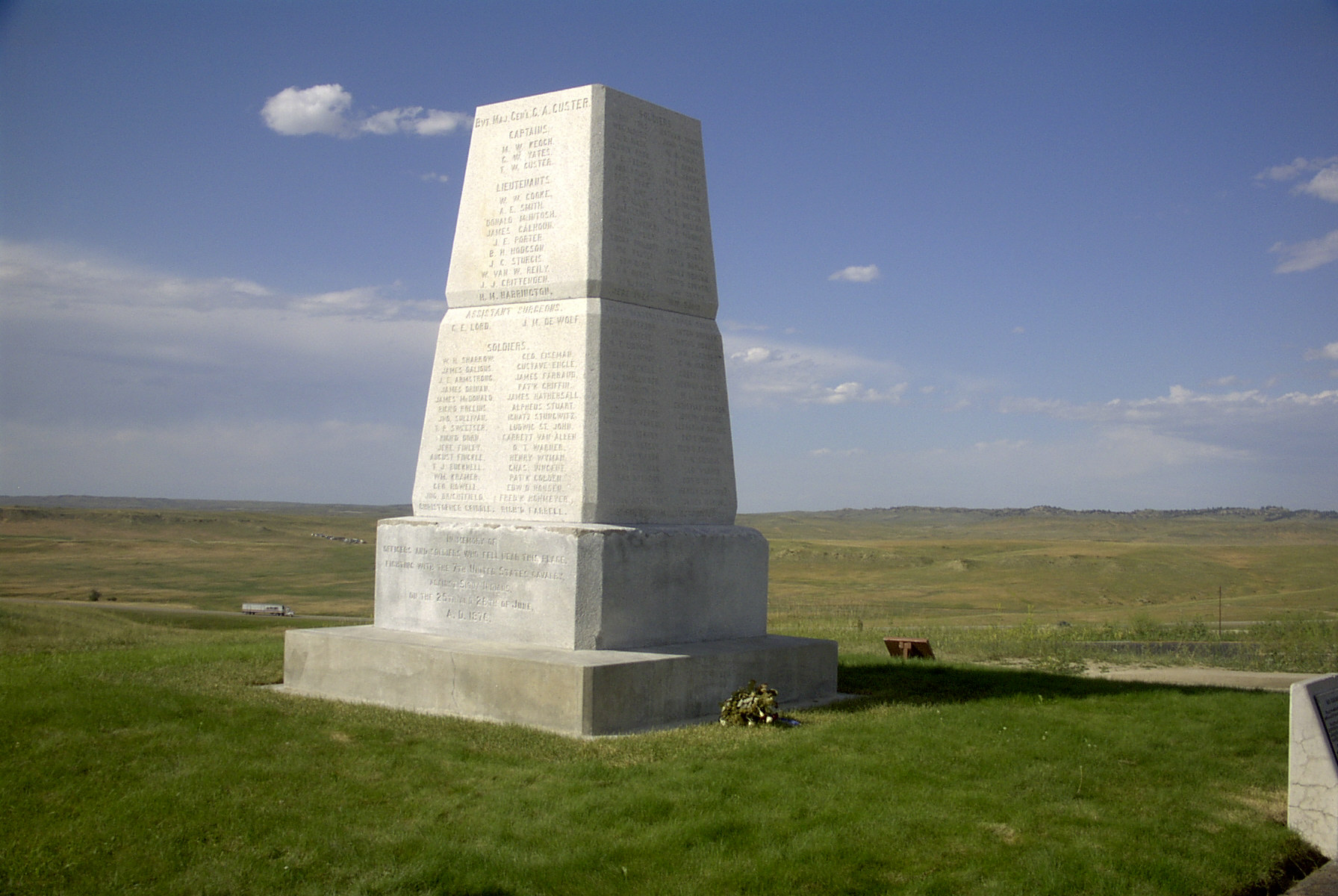
Minnesmärket över dödade armésoldater.

Little Bighorn Battlefield National Monument ligger i delstaten Montana i USA. År 1876 stod här ett slag mellan lakota- och cheyenneindianer och den amerikanska armén under George Custer. 263 soldater dog, inklusive Custer själv. Slaget vid Little Bighorn är ett av de mest kända av drabbningarna mellan prärieindianer och den amerikanska armén.
Fram till 1991 var nationalmonumentet ett minnesmärke över enbart stupade vita soldater. Då anlades även en minnesplats för de siouxer och cheyenner som stupade. År 1994 satte arikaranationen upp ett minnesmärke över de indianspejare som stupade här. Minnesmärket är tillägnat Men of the Arikara killed in Action while in service of the United States. National Park Service satte 2007 också upp ett monument över de arikaraspejare som stupade ”while defending the Arikara way of life”.